# 馬格內特鎮區 (阿肯色州溫泉縣)
馬格內特鎮區（英語：Magnet Township）是位於美國阿肯色州溫泉縣的一個行政鎮區。

## 地方資料
馬格內特鎮區的面積為99.68平方千米，當中陸地面積為99.49平方千米，而水域面積為0.19平方千米。根據2010年美國人口普查的數據，當地共有人口2627人，而人口密度為每平方千米26.35人。